# Zijden jufferduif
De zijden jufferduif (Drepanoptila holosericea) is een vogel uit de familie Columbidae (duiven).

## Verspreiding en leefgebied
Deze soort is endemisch in Nieuw-Caledonië.